# José Miró Cardona
José Miró Cardona (22 tháng 8 năm 1902 – 10 tháng 8 năm 1974) là chính khách người Cuba. Ông từng giữ chức Thủ tướng trong thời gian khoảng sáu tuần vào đầu năm 1959, sau khi được Tổng thống Manuel Urrutia bổ nhiệm vào ngày 5 tháng 1 năm 1959. Ngày 13 tháng 2 năm 1959, Miró bất ngờ từ chức và được Fidel Castro thay thế.

## Thân thế
Miró là luật sư và giáo sư tại Đại học La Habana và đã trở thành một nhà lãnh đạo nổi tiếng trong phe đối lập dân sự chống lại Tổng thống Fulgencio Batista. Ông đã truyền cảm hứng cho sinh viên làm việc cho Cách mạng Cuba. Sau thời gian ngắn làm Thủ tướng Cuba, Castro đã bổ nhiệm Miró làm đại sứ tại Tây Ban Nha vào tháng 5 năm 1960. Nhưng đến tháng 7, Miró đã bác bỏ các chính sách của Castro, từ chức và tìm nơi ẩn náu tại Đại sứ quán Argentina. Ông sang Mỹ sống lưu vong vào mùa đông năm 1960–1961.

## Sự nghiệp
Tại Mỹ, Miró trở thành người đứng đầu nhóm lưu vong Hội đồng Cách mạng Cuba, ủy ban này đã trở thành ủy ban lưu vong chính hợp tác với chính quyền Kennedy về việc chuẩn bị cho Sự kiện Vịnh Con Lợn năm 1961. Người ta quyết định rằng Miró sẽ trở thành Tổng thống lâm thời của Cuba tùy thuộc vào sự thành công của biến cố này, và sau khi những người lưu vong đã giành được "một mảnh đất Cuba". Miró đã soạn thảo một chương trình hiến pháp cho tương lai kinh tế và chính trị của Cuba nhằm khuyến khích người dân Cuba chối bỏ Castro. Tài liệu này bị giới quan chức ở Washington coi là quá bảo thủ nhưng lại bị cánh hữu chiếm ưu thế trong cộng đồng người Cuba lưu vong coi là quá "cộng sản". Mặc dù vậy, Miró đã chấp nhận những sửa đổi do Washington đưa ra nhằm thu hút các tầng lớp nông thôn nghèo hơn ở Cuba.
Khi thời hạn cho sự kiện này theo như đề xuất đang đến gần, Miró ngày càng tỏ ra thất vọng với CIA và việc thiếu liên lạc giữa các phe phái khác nhau. "Chắc chắn phải có kế hoạch quân sự nào đó mà tôi không biết. Tôi muốn biết về nó nhằm mục đích phối hợp. Tôi không muốn biết những điều này; nhưng tôi phải biết để nỗ lực của chúng ta mang lại hiệu quả hơn". Miró tin rằng quân đội Mỹ sẽ hỗ trợ cuộc xâm lược của người Cuba lưu vong, thậm chí còn nói với các nhóm khác rằng 10.000 lính Mỹ luôn sẵn sàng trợ giúp. CIA và chính quyền Kennedy liên tục phủ nhận việc Mỹ đề nghị hỗ trợ quân sự một cách công khai.
Khi cuộc xâm lược vấp phải khó khăn, Miró vốn có cậu con trai tham gia lực lượng xâm lược đã đổ lỗi cho CIA về thất bại này. Miró kết luận rằng CIA hoàn toàn coi thường các nhóm kháng chiến ở Cuba, phớt lờ những nhóm bán quân sự do Manuel Ray lãnh đạo và đánh lừa những người Cuba lưu vong về vai trò của quân đội Mỹ trong biến cố này.
Về sau, ông trở thành giáo sư luật giảng dạy tại Đại học Puerto Rico ở Río Piedras.

## Gia đình
Miró đã kết hôn với Ernestina Torra và họ có hai người con, Yolanda và Jose Antonio Miró Torra, cùng bảy đứa cháu - hai đứa con của Yolanda (Yolanda de la Luz và Sergio López Miró) và năm đứa con của Jose (Silviana, Jose, Patricia, Natalia và Fernando Miró Santaella). Ông qua đời tại San Juan, Puerto Rico vào ngày 10 tháng 8 năm 1974, thọ 71 tuổi.